# Феодор I Ласкарис
Феодор I Ласкарис (Ласкарь) (греч. Θεόδωρος Α' Λάσκαρις; 1174 — ноябрь 1221) — император Никейской империи в 1208—1221/1222 годах.

## Биография

### Ранние годы
Феодор был родом из благородного, но малоизвестного семейства Ласкарисов из Константинополя. Его родителями были Мануил Ласкарис и Иоанна Карацина.
В 1199 году Феодор женился на Анне Ангелине, дочери императора Алексея III Ангела и Ефросинии Дукены Каматерины. В 1203 получил титул деспота. Был одним из организаторов обороны Константинополя в 1203 — 1204 гг.

### СозданиеНикейской империи
Когда Константинополь пал, Феодор с женой бежал через Босфор в Вифинию и пытался укрыться в Никее, где уже находился его брат Константин. Но жители города отказались признавать его власть и впустили только его жену, сам же он ушел в район Прусы, лежавшей у подножия Вифинского Олимпа, и там, в южной Вифинии и Мизии, прилегающих к неприступному Олимпу, начал собирать войска.
Насилия и вымогательства крестоносцев вскоре показали никейцам, что им угрожает опасность не только политического, но и религиозного порабощения, если они не объединятся под властью одного из предводителей. Феодор Ласкарис был наиболее видным претендентом потому, что состоял в родстве с династией Ангелов, от Алексея III он получил титул деспота. Однако Феодор не сразу принял титул императора Никеи. К тому же в Никее не было патриарха: Иоанн X Каматир после захвата Константинополя уехал в Дидимотику и не желал приезжать в Никею, послав письменное отречение от сана. Таким образом, Феодор первые годы своего правления использовал титул деспота. Славившийся своими естественными богатствами район Смирны, в котором имелось много императорских земель и владений св. Софии, представлял для Феодора базу материального снабжения и источник пополнений для его войска.
Осенью 1204 крестоносцы переправились в Малую Азию. Отряд Пьера де Браше высадился в Пигах (ныне Бига), где еще до крестового похода существовала латинская купеческая колония, 6 декабря разбил войско Феодора при Пиманионе, занял Лопадий, Аполлонию и Кесарию, но потерпел неудачу при осаде Прусы. Брат императора Бодуэна Генрих де Эно взял Адрамитий, а 19 марта 1205 разбил под этим городом войско Константина Ласкариса и Феодора Манкафы. Поражение при Адрамитии поставило греков в критическое положение. Феодор, не решаясь атаковать латинян своими незначительными силами, отправился за помощью к только что занявшему трон конийскому султану Кей-Хосрову I. Сельджуки охотно пошли на заключение договора, ибо также опасались латинян и не желали видеть их своими соседями, а потому дали Феодору союзное войско.
Однако, в конце марта — начале апреля 1205 латинские войска были спешно отозваны из Малой Азии, так как на Балканах началась война с царем Болгарии Калояном. В мае 1205 с латинянами было заключено перемирие. За исключением Пиг они оставили все ранее захваченные территории. Феодор с помощью сельджукского войска подчинил оставленные латинянами города, а затем отразил нападение магната Мануила Маврозома, тестя Кей-Хосрова I, который также получил от сельджуков войско и начал опустошать долину нижнего Меандра.
Пока латиняне оправлялись от поражения, нанесенного им болгарами при Адрианополе, Феодор укреплял свои позиции. 25 марта 1208 в Никее был избран патриархом Михаил IV Авториан, который короновал Феодора весной или летом 1208 года.
Перед никейским императором стояла задача подчинения мелких узурпаторов, воспользовавшихся развалом Византийской империи: Феодора Манкафы, овладевшего Лидией, и Саввы Асидена, захватившего г. Сампсон (древнюю Приену) и устье Меандра. Их владения были подчинены или в 1205 — 1206 во время похода на Мануила Маврозома, или в 1208 — 1209 в ходе второго похода на Меандр, а сами эти магнаты, по-видимому, влились в ряды никейской знати. Маврозом был дважды разбит, но ссориться с его турецким покровителем было небезопасно, а потому Феодор уступил ему Хоны и Лаодикею в верхней части долины Меандра.

### Борьба с Давидом Комнином и никейско-латинская война 1206 — 1207
Борьба Феодора с Давидом Комнином началась в 1205, когда трапезундские войска вышли к рубежу реки Сангарий, за которым начиналась Вифиния. Ранней осенью 1205 наступавший на Никомедию авангард войск Давида под командованием юного военачальника Синадина был атакован с тыла войсками Ласкариса, частью изрублен, частью бежал, частью пленен вместе с командиром. Трапезундцев вытеснили из Вифинии и отбросили назад в Пафлагонию. Летом следующего года Давид, опасавшийся ответного удара, заключил договор с крестоносцами, признав себя вассалом Генриха и пообещав снабжать Константинополь продовольствием в обмен на военную помощь. Сам же начал спешно укреплять свои базы — Гераклею Понтийскую и Амастриду.
В октябре — декабре 1206 Феодор Ласкарис предпринял поход в Пафлагонию. Он привлек на свою сторону население пограничной Плусиады, прикрывавшей переправу через Сангарий, и, опрокинув заслоны трапезундцев, подошел к Гераклее.
Император Генрих отреагировал немедленно и в ноябре 1206 вновь направил в Малую Азию отряды крестоносцев под командованием Пьера де Браше, Пейана Орлеанского, Ансо де Кайо и своего брата Эсташа. Латиняне вновь высадились в Пигах, затем захватили Кизик, отданный в лен Пьеру де Браше, и Никомедию. Феодору пришлось отказаться от штурма Гераклеи и возвращаться для защиты своих владений. Зимой или в начале весны 1207 латиняне и Давид начали совместное наступление на Никейскую империю. Давид, переправившись через Сангарий, вновь захватил Плусиаду, а 300 рыцарей двинулись из Никомедии на восток, но попали в засаду, устроенную полководцем Ласкариса Андроником Гидом, и большей частью были перебиты.
В ответ на латинскую агрессию Феодор заключил союз с Калояном, и тот весной 1207 осадил Адрианополь, что заставило латинского императора отозвать большую часть войск с востока, оставив только Пьера де Браше в Кизике и отряд Тьерри де Лооса в Никомедии. Латинянам пришлось перейти к обороне и заняться укреплением замков на побережье Никомедийского залива: Харакса и Цевитота. Весной 1207 Феодор атаковал Кизик и осадил с моря и суши Цевитот, гарнизон которого состоял всего из 40 рыцарей. Виллардуэн пишет, что в бою 31 марта рыцари отбили атакующих, но к концу дня только пятеро из рыцарей не были ранены, а один был убит. Генрих поспешил на помощь с 17 кораблями и 1 апреля отогнал греков, хотя у тех было 60 судов. Крепость была деблокирована, люди Феодора сожгли свои корабли и отступили. Генрих, видя, что замок слабо укреплен, и серьезной осады не выдержит, эвакуировал оттуда гарнизон.
В мае 1207 никейская армия осадила Кизик, а флот под командованием Иоанна Стириона блокировал город с моря. Одновременно восстали жители окрестностей Кизика и острова Мармор. Генрих направил против греков 14 венецианских галер, на которых разместился весь цвет крестоносного воинства: Конон Бетюнский, Жоффруа де Виллардуэн, Милон ле Бребан, Ансо де Кайо, Тьерри де Лоос и Эсташ де Эно, брат императора. Узнав о приближении латинского флота, опытный пират Стирион снялся с якоря и ушел через Геллеспонт; крестоносцы гнались за ним 40 миль, но настигнуть не смогли.
Отступив от Кизика, никейцы атаковали Никомедию, и Генрих, собиравшийся выступить к Адрианополю, был вынужден отложить поход и высадиться с войсками в Малой Азии. При его появлении греки отступили к Никее. Латинский император оставил для обороны Никомедии сенешаля Романии Тьерри де Лооса, двум другим сеньорам приказал охранять Хараксу и Кизик, а сам вернулся на Балканы. Вскоре никейские войска в окрестностях Никомедии застали врасплох отряд Тьерри де Лооса, разгромили его, а самого сенешаля взяли в плен. Генрих немедленно вновь переправился через Босфор, встал на равнине перед городом и распустил отряды грабить окрестности, так как жители тех мест, узнав о пленении сенешаля, немедленно восстали против франков.
По предложению Феодора в июне 1207 было заключено двухлетнее перемирие, по условиям которого Кизик и Никомедия были переданы никейцам, укрепления, построенные там франками, срыты, а пленники-латиняне возвращались Генриху. Владения Латинской империи в Малой Азии ограничивались полоской южного берега Пропонтиды с Пигами и Лопадием. Не имея сил вести войну одновременно против болгар и никейцев, латинский император был вынужден принять эти условия.
Осенью 1208 Ласкарис снова вторгся в Пафлагонию и осадил Гераклею. Генрих в октябре — ноябре 1208 переправился через Босфор, и двинулся на восток, рассчитывая отрезать никейцам путь к отступлению. Видимо, наступление франков стало такой неожиданностью, что войска Феодора, сняв осаду, поспешно бежали, причем при отступлении в реках утонуло больше тысячи человек. Всего четырех дней не хватило латинянам, чтобы окружить Феодора. Преследовать его было бесполезно из-за зимних разливов рек и рано наступивших холодов, к тому же он быстро добрался до Никеи и укрылся за её стенами.
Война в Пафлагонии велась никейцами жестоко. Эфесский митрополит Николай Месарит, вспоминая о походах своего государя, пишет, что Феодор I возвращался из Пафлагонии 

«как бы не добившись успеха, но и не с пустыми руками, ибо прошел всю окрестную страну пафлагонов, и опустошил городки её и превратил селения в пустоши, и не только уводил множество захваченного скота, но и пленил отборных людей»— Цит. по: Шукуров Р. М. Великие Комнины и Восток (1204-1461). С. 81

### Вторжение сельджуков
Весной 1211 Феодор I Ласкарис закончил приготовления к операции против Константинополя, и намеревался вместе со своим союзником, болгарским царем Борилом, напасть на город. Но не успел он начать действовать, как в Никею прибыл посол от султана, сообщивший о возвращении императора Алексея III и о том, что Феодор незаконно удерживает чужую власть. Вслед за этим Кей-Хосров I во главе 20-тыс. армии вторгся в южные области империи и осадил Антиохию, главный город долины Меандра.
Вместе с сельджуками шел бывший император Алексей III, бодрый старец, не устававший плести интриги и вредить греческому делу везде, где только можно. На этот раз он вознамерился с помощью турок отобрать власть у собственного зятя.
Феодор с войском всего в 2 тыс. человек (из них 800 франкских наемников) помчался на выручку осажденному городу, напал на турок, и, хотя едва избежал разгрома и плена, все же выиграл битву у Антиохии на Меандре (июнь 1211), собственноручно обезглавив султана.
С новым султаном в конце 1211 или начале 1212 был заключен мир, по которому, правда, империя не получила территориальных приращений. Однако, немалой выгодой было установление с этого времени стабильной границы с сельджуками, отказавшимися от попыток завоевания никейских земель.

### Никейско-латинская война 1211—1214 годов
Основная статья: Латино-никейская война (1211—1214)
Победа над турками воодушевила не только никейцев, но и прочих греков, которые отныне связывали надежды на освобождение от чужеземного господства с именем Феодора Ласкариса. Используя эти настроения, никейский император разослал во все греческие области, в том числе и в Константинополь, письма, требуя помощи, чтобы изгнать «латинских собак». Константинопольские греки обещали ему начать восстание, как только никейская армия подойдет к городу.
Император Генрих де Эно не стал дожидаться нападения Феодора, тем более, что немало латинян хотели перейти на службу к Ласкарису, который хорошо платил. Едва получив известие о битве на Меандре, он сам перешел в наступление. Греческое войско, несмотря на численное превосходство, было разбито в июле возле Пиг, а 15 октября 1211 года на реке Риндак возле Лопадия. Эта победа открыла дорогу на Прусу и Никею, но у Генриха было слишком мало войск для осады таких мощных крепостей, и он двинулся на юг, где сопротивление обещало быть минимальным, так как население уходило в горы, а Феодору еще предстояло набрать новые войска. В январе 1212 года Генрих достиг Нимфея, после чего повернул назад, опасаясь, как полагают, столкнуться с отрядами, собранными в районе Смирны братом Феодора Георгием Ласкарисом, дукой Фракесийской фемы. Кроме того, в тылу у него оставались две невзятые крепости: Лентианы и Пиманион. После длительной осады они были захвачены, причем при обороне Лентианы погиб один из братьев Феодора Ласкариса (возможно, Константин).
К лету 1212 Феодору удалось собрать новое войско, с которым он атаковал Генриха у Пиг и на этот раз одержал победу. В конце года было заключено перемирие, а в декабре 1214 года мирный договор, подводивший черту под десятилетним периодом войн. Условия мира представляли собой компромисс, не очень выгодный Никейской империи, терявшей Троаду и Мизию. Однако, она сохраняла стратегически важный Лопадий и восточный берег Пропонтиды, а кроме того, латиняне переставали поддерживать Трапезунд.

### Завоевание Атталии и Пафлагонии
В 1213 Феодор начал переговоры о союзе с могущественным царем Киликийской Армении Левоном II, склоняя того к совместному выступлению против Иконийского султаната, раздираемого междоусобными войнами. Одновременно велись переговоры о браке Феодора с дочерью Левона II — Ритой, которые продолжались более года и закончились в самом конце 1214 браком никейского императора с армянской принцессой. Но, как вскоре оказалось, это была не Рита, и даже не дочь Левона, а его племянница — 32-летняя Филиппа.
В 1214 Феодор захватил у сельджуков Атталию, но уже в 1216 был выбит оттуда турками. Союз с армянами к 1216 тоже расстроился и Феодор отослал Филиппу обратно к родственникам.
На севере ему повезло больше. Давид Комнин умер в декабре 1212 и Пафлагония, скорее всего, перешла под прямое управление Трапезунда. Летом 1214 конийский султан Кей-Кавус I внезапно напал на владения трапезундского императора Алексея I и захватил его со свитой в плен во время охоты, а потом в обмен на освобождение заставил сдать г. Синоп. В результате Пафлагония оказалась изолирована и Феодор немедленно этим воспользовался, выступив в поход в конце сентября — начале октября. Уже к концу октября были взяты основные крепости. Правда, уже в начале зимы 1214/1215 поход пришлось повторить, из-за того, что в Пафлагонии, по словам Николая Месарита, «еще шевелило хвостом змеиное исчадье». По-видимому, заключив мир с турками, Алексей Комнин пытался продолжить борьбу с Феодором, но после потери ключевых крепостей и Синопа как базы она была безнадежна.

### Последние годы
Последние годы Феодора Ласкариса прошли, в основном, спокойно. С Латинской империей, начавшей слабеть после смерти императора Генриха, отношения сохранялись, большей частью, мирные, скрепленные в 1217/1218 династическим браком.
В 1219 заключил неравноправный торговый договор с Венецией, по которому венецианцы получили право беспошлинной торговли не только в портах, но и внутри империи, а греческие купцы в Константинополе и венецианских владениях в Романии должны были платить таможенный сбор (коммеркий).
В 1220 готовил внезапное нападение на Константинополь, решив воспользоваться отсутствием там императора (Роберт де Куртене еще не приехал из Европы), но регент Латинской империи Конон Бетюнский упредил намерения Феодора, выслав в Малую Азию отряд. До настоящей войны дело не дошло и в 1221, с прибытием Роберта, был заключен мирный договор, который решили скрепить женитьбой нового латинского императора на дочери Феодора. Император умер в ноябре или декабре 1221, оставив престол мужу старшей дочери Ирины — военачальнику Иоанну Дуке Ватацу. Был погребен рядом с супругой Анной Ангелиной в монастыре Иакинфа в Никее.

## Итоги правления
Важнейшим достижением Феодора Ласкариса было создание на одном из осколков Византийской империи жизнеспособного государства, сумевшего не только отразить врагов и обеспечить свои границы, но и начать борьбу за возрождение Византии. Несмотря на целый ряд поражений, ему все-таки удалось остановить продвижение латинян вглубь Малой Азии, хотя и ценой уступки стратегического плацдарма на южном берегу Пропонтиды. Зато разгром турок-сельджуков под Антиохией на несколько десятилетий (вплоть до возникновения османской угрозы) стабилизировал восточную границу и развязал преемникам Феодора руки для продолжения борьбы на западе. Отразив наступление Давида Комнина и завоевав Пафлагонию, Феодор избавился от опасного соперника в лице Трапезунской империи, и тем самым выиграл первый раунд борьбы за византийское наследство.
Избрание нового патриарха именно в Никее также увеличило внешнеполитический вес и моральный авторитет империи (хотя, разумеется, не все и не сразу признали полномочия никейского патриарха).
Современники и потомки воздавали должное успехам Феодора:

...это был стремительный и неудержимый воин. Он подвергал себя опасностям во многих битвах, восстановил множество городов, не жалея средств на прекрасные здания и укрепления, чтобы останавливать и сдерживать натиск латинян. Но нередко он вредил своей славе, поступая неосмотрительно.— Никифор Григора. История 2, 1.

Был он небольшого роста, хотя и не очень, довольно смуглый, имел длинную бороду, внизу раздвоенную, немного косоглазый, в битвах стремительный, склонный к гневу и любовным наслаждениям, щедрый на дары. Тем, кто ему нравился, он давал столько золота, что в одно мгновение они становились богатыми. Он очень много испытал неудач в битвах с италийцами и персами. Именно он положил начало восстановлению ромейской державы, за что ромеи должны воздать ему великую благодарность.— Георгий Акрополит. История. 18.

Этот император должен почитаться в качестве отца и родоначальника всеми императорами после него, потому что, как говорилось, когда после взятия царицы городов водоворот охватил Вселенную и, как при потопе, были уничтожены ромейское величие и слава (...) именно он восстановил и императорскую власть и священство. (...) Он возвратил ромеям власть над областями и городами, укрепил и украсил себя архиерейством и синклитом, лучшими полководцами и тагмами, а также частями стратиотских войск. С Божьей помощью и своими трудами он сделал такое, что показал себя почти сверхчеловеком.— Феодор Скутариот. Хроника. Цит. по: Феодор Скутариот. Хроника (извлечения) // Георгий Акрополит. История. СПб., 2005. С. 319.

## Браки и дети
Первым браком (1199) был женат на Анне Ангелине (1171/1173 — 1212), дочери императора Алексея III Ангела.
В этом браке родились два сына и три дочери:
- Николай Ласкарис (ум. ранее 1212), с апреля 1208 соправитель отца
- Иоанн Ласкарис (ум. ранее 1212)
- Ирина Ласкарина, замужем за: 1) военачальником Андроником Палеологом 2) Иоанном III, императором Никейской империи.
- Мария Ласкарина, замужем за Белой IV Венгерским.
- Евдокия Ласкарина, в 1221 невеста императора Латинской империи Роберта де Куртене; замужем за Ансо де Кайо, регентом Латинской империи.

Вторым браком (25.12.1214) был женат на Филиппе (1183 — ранее 1219), дочери Рубена III, царя Киликийской Армении. Около 1216 развелся с ней и отправил обратно в Киликию.
В этом браке родились:
- Константин Ласкарис (р. 1215), отстранен от наследования по воле отца и по причине малолетства. Дальнейшая судьба неизвестна; возможно, что он и Константин Ласкарис, дука Фракесийской фемы в 1249 — одно и то же лицо.
- София Ласкарина, замужем за Фридрихом II, герцогом Австрии.

Третьим браком (1217 или 1218) женился на Марии де Куртене (1204 — 1228), дочери императора Латинской империи Пьера II де Куртене и императрицы Иоланты де Эно; в этом браке не было детей.